# Directivas de la Unión Europea en materia de protección social
La Unión Europea ha establecido varias Directivas relativas a la protección social .

## Introducción
La Comunidad y los Estados miembros, teniendo presentes derechos sociales fundamentales, tendrán como objetivo el fomento del empleo, la mejora de las condiciones de vida y de trabajo, a fin de conseguir su equiparación por la vía del progreso, una protección social adecuada, el diálogo social, el desarrollo de los recursos humanos para conseguir un nivel de empleo elevado y duradero y la lucha contra las exclusiones.
A tal fin, la Comunidad y los Estados miembros emprenderán acciones en las que se tengan en cuenta la diversidad de las prácticas nacionales, en particular en el ámbito de las relaciones contractuales. 
El Consejo podrá adoptar, mediante directivas Archivado el 6 de febrero de 2010 en Wayback Machine., las disposiciones mínimas que habrán de aplicarse progresivamente, teniendo en cuenta las condiciones y reglamentaciones técnicas existentes en cada uno de los Estados miembros.
En lo relativo a la materia de protección socialel Consejo de la Unión Europea ha elaborado diversas directivas, entre las que se encuentran las siguientes:

## Directivas

### Directiva del Consejo de 12 de junio de 1989 relativa a la aplicación de medidas para promover la mejora de la seguridad y de la salud de los trabajadores en el trabajo
(89/391/CEE)
La presente Directiva tiene por objeto la aplicación de medidas para promover la mejora de la seguridad y de la salud de los trabajadores en el trabajo tanto en los sectores de actividades públicas como privadas.
A tal efecto, incluye principios generales relativos a la prevención de los riesgos profesionalesy la protección de la seguridad y salud, la eliminación de los factores de riesgo y accidente, la información, la consulta, la participación equilibrada de conformidad con las legislaciones y/o los usos nacionales, la formación de los trabajadores y de sus representantes, así como las líneas generales para la aplicación de dichos principios. 
Para garantizar la seguridad y salud de los trabajadores, el empresario adoptará las medidas necesarias, en el marco de sus responsabilidades, con el fin de mejora de las situaciones existentes.
Los trabajadores no podrán sufrir un perjuicio derivado de sus actividades de protección y de sus actividades de prevención de los riesgos profesionales así pues, un trabajador que, en caso de peligro grave, inminente y que no pueda evitarse, se aleje de su puesto de trabajo y/o de una zona peligrosa, no podrá sufrir por ello perjuicio alguno y deberá estar protegido contra cualesquiera consecuencias perjudiciales e injustificadas, de conformidad con las legislaciones y/o los usos nacionales. Consecuentemente si consideran que las medidas adoptadas y los medios utilizados por el empresario no son suficientes para garantizar la seguridad y la salud en el trabajo, los trabajadores y/o sus representantes tendrán el derecho de recurrir de conformidad con las legislaciones y/o los usos nacionales, a la autoridad competente en materia de seguridad y de salud en el trabajo. Los representantes de los trabajadores deberán tener la posibilidad de presentar sus observaciones durante las visitas y verificaciones efectuadas por la autoridad competente.

### Directiva del Parlamento Europeo y del Consejo, de 5 de julio de 2006, relativa a la aplicación del principio de igualdad de oportunidades e igualdad de trato entre hombres y mujeres en asuntos de empleo y ocupación (refundición)
(2006/54/CE)
La presente Directiva tiene por objeto garantizar la aplicación del principio de igualdad de oportunidades e igualdad de trato entre hombres y mujeres en asuntos de empleo y ocupación.
A tal fin, contiene disposiciones destinadas a aplicar el principio de igualdad de trato en lo que se refiere a:
el acceso al empleo, incluida la promoción, y a la formación profesional.
No se ejercerá ninguna discriminación directa ni indirecta por razón de sexo en los sectores público o privado, incluidos los organismos públicos, en relación con:
las condiciones de acceso al empleo, al trabajo por cuenta propia o a la ocupación, incluidos los criterios de selección y las condiciones de contratación, cualquiera que sea el sector de actividad y en todos los niveles de la jerarquía profesional, incluida la promoción;
el acceso a todos los tipos y niveles de orientación profesional, formación profesional, formación profesional superior y reciclaje profesional, incluida la experiencia laboral práctica;
las condiciones de empleo y de trabajo, incluidas las de despido, así como las de retribución;
la afiliación y la participación en una organización de trabajadores o empresarios.
Los Estados miembros podrán disponer, por lo que respecta al acceso al empleo, que una diferencia de trato basada en una característica relacionada con el sexo no constituirá discriminación cuando, debido a la naturaleza de las actividades profesionales concretas, dicha característica constituya un requisito profesional esencial, siempre y cuando su objetivo sea legítimo y el requisito proporcionado.
las condiciones de trabajo, incluida la retribución.
En el conjunto de los elementos y condiciones de retribución para un mismo trabajo o para un trabajo al que se atribuye un mismo valor, se eliminará la discriminación directa e indirecta por razón de sexo.
los regímenes profesionales de seguridad social.
En los regímenes profesionales de seguridad social no se ejercerá ninguna discriminación directa ni indirecta por razón de sexo, en particular en lo relativo a:
el ámbito de aplicación de dichos regímenes y las condiciones de acceso a los mismos;
la obligación de cotizar y el cálculo de las cotizaciones;
el cálculo de las prestaciones y las condiciones de duración y de mantenimiento del derecho a las prestaciones.
La Igualdad de trato en los regímenes profesionales de seguridad social
se aplicará a la población activa, incluidos los trabajadores autónomos, los trabajadores cuya actividad se vea interrumpida por enfermedad, maternidad, accidente o paro involuntario, y a las personas que busquen empleo, a los trabajadores jubilados y a los trabajadores inválidos, así como a los derechohabientes de dichos trabajadores, de conformidad con la legislación y/o a las prácticas nacionales.
Para asegurar la igualdad de trato en las relaciones contractuales y la reparación por los daños sufridos los Estados miembros introducirán en sus ordenamientos jurídicos la medidas necesarias para garantizar su indemnización además de designar uno o más organismos que serán los responsables de asegurar dicha igualdad. De igual modo alentarán a los empresarios y a los responsables del acceso a la formación a adoptar medidas eficaces para la prevención de toda discriminación.

### Directiva del Parlamento Europeo y del Consejo, de 22 de octubre de 2008, relativa a la protección de los trabajadores asalariados en caso de insolvencia del empresario Texto pertinente a efectos del E.E.E
(2008/94/CE).
La presente Directiva se aplicará a los créditos en favor de los trabajadores asalariados, derivados de contratos de trabajo o de relaciones laborales, frente a empresarios que se encuentren en estado de insolvencia(cuando se haya solicitado la apertura de un procedimiento colectivo basado en la insolvencia del empresario).
Los Estados miembros podrán excepcionalmente excluir del ámbito de aplicación de la presente Directiva los créditos de determinadas categorías de trabajadores asalariados, en razón de la existencia de otras formas de garantía que ofrezcan a los trabajadores afectados una protección equivalente a la que resulta de la presente Directiva.
Esta Directiva no impedirá a los Estados miembros extender la protección de los trabajadores asalariados a otras situaciones de insolvencia, como la suspensión de pagos de hecho y con carácter permanente.
Los Estados miembros adoptarán las medidas necesarias a fin de que las instituciones de garantía aseguren el pago de los créditos impagados de los trabajadores asalariados que resulten de los contratos de trabajo o de relaciones laborales, incluidas las indemnizaciones debidas al término de la relación laboral.
En materia de Seguridad Social, los Estados miembros adoptarán las medidas necesarias para garantizar que el impago de cotizaciones obligatorias adeudadas por el empresario a sus instituciones de seguros, antes de sobrevenir su insolvencia, en virtud de los regímenes legales nacionales de seguridad social, no tenga efectos perjudiciales en el derecho a prestaciones del trabajador asalariado respecto a tales instituciones de seguros, en la medida en que las cotizaciones salariales se hayan descontado previamente de los salarios abonados.
Los Estados miembros se asegurarán de que se adopten las medidas necesarias para proteger los intereses de los trabajadores asalariados y de las personas que ya han dejado la empresa, en la fecha en que se produce la insolvencia del empresario, en lo que se refiere a sus derechos adquiridos, o a sus derechos en curso de adquisición, a prestaciones de vejez, incluidas las prestaciones a favor de los supervivientes, en virtud de regímenes complementarios de previsión profesionales o interprofesionales que existan independientemente de los regímenes legales nacionales de seguridad social.
La aplicación de la presente Directiva no podrá constituir, en ningún caso, motivo para justificar una regresión respecto de la situación ya existente en los Estados miembros en lo relativo al nivel general de protección de los trabajadores asalariados en el ámbito cubierto por la misma.